# اچ.آی.تی
اچ. آی. تی (انگلیسی: H.I.T؛‏ کره‌ای: 히트) یک مجموعه تلویزیونی محصول کره جنوبی سال ۲۰۰۷ با بازی گو هیون جونگ، ها جونگ وو، کیم جونگ مین و یون جی مین است. این مجموعه از ۱۹ مارس تا ۲۲ مه ۲۰۰۷، روزهای دوشنبه و سه‌شنبه ساعت ۲۱:۵۵ (کی‌اس‌تی) از ام‌بی‌سی پخش شد.

## بازیگران

### اصلی
- گو هیون جونگ در نقش چا سو کیونگ
- ها جونگ وو در نقش کیم جه یون
  - کانگ سو هان در نقش جوانی کیم جه یون
- کیم جونگ مین در نقش کیم یونگ دو
- یون جی مین در نقش جونگ این هی

### مکمل
- سون هیون جو در نقش جو گیو وون
- ما دونگ سوک در نقش کارآگاه نام سونگ شبک
- جونگ اون وو در نقش کارآگاه کیم ایل جو
- کیم جونگ ته در نقش کارآگاه شیم جونگ گوم
- چوی ایل هوا در نقش کارآگاه جانگ یونگ هوا
- لی یونگ ها در نقش دادستان جونگ تک وون، پدر این هی
- جونگ سون وو در نقش یو سون کیونگ
- سو هیون جین در نقش جانگ هی جین، دختر کارآگاه جانگ
- سونگ کی هیون در نقش رئیس پلیس
- جو کیونگ هوان در نقش رئیس پلیس
- یون سو هیون در نقش جونگ مان سو
- جی سانگ ریول در نقش کانگ یونگ پیل
- جون یونگ بین در نقش کیم جونگ بین
- سون ایل کوان در نقش شین چانگ سو
- اوم هیو سوپ در نقش شین ایل یونگ
- اوه یون سو در نقش سون سونگ اوک
- یون جو هی در نقش پرستار
- جو مین ها
- نا کیونگ می
- سون یونگ سون
- چوی این سوک
- هان یونگ کوانگ
- لی هه این
- جونگ جین گاک
- جونگ کیونگ هو در نقش لی هه کانگ (مهمان، قسمت ۴)
- جونگ هو بین (مهمان)
- کیم بو سون (مهمان)
- جونگ دو هونگ (حضور افتخاری)
- جو جه یون